# Sauna

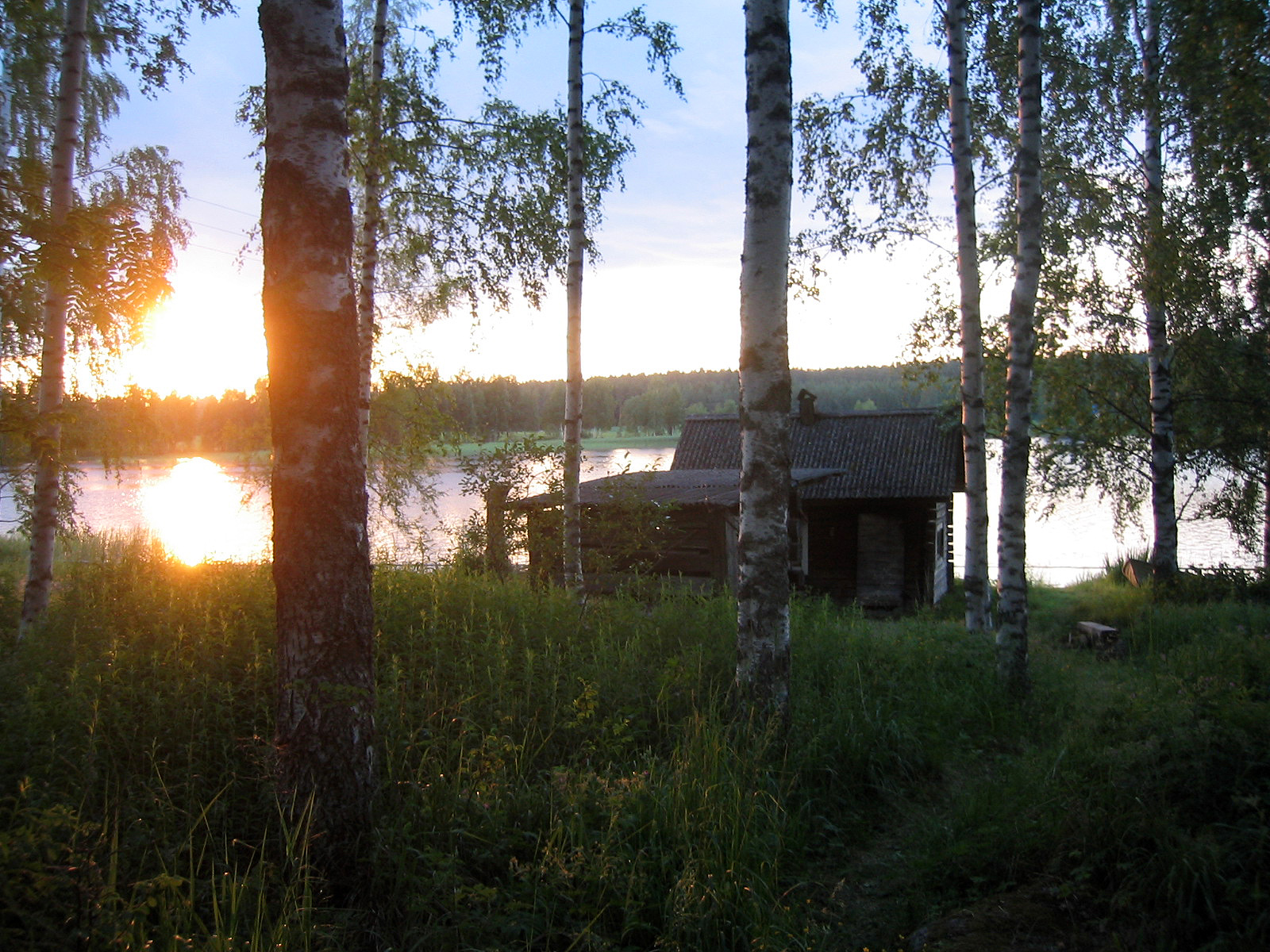
Een karakteristieke Finse sauna gelegen aan een van de vele Finse meren

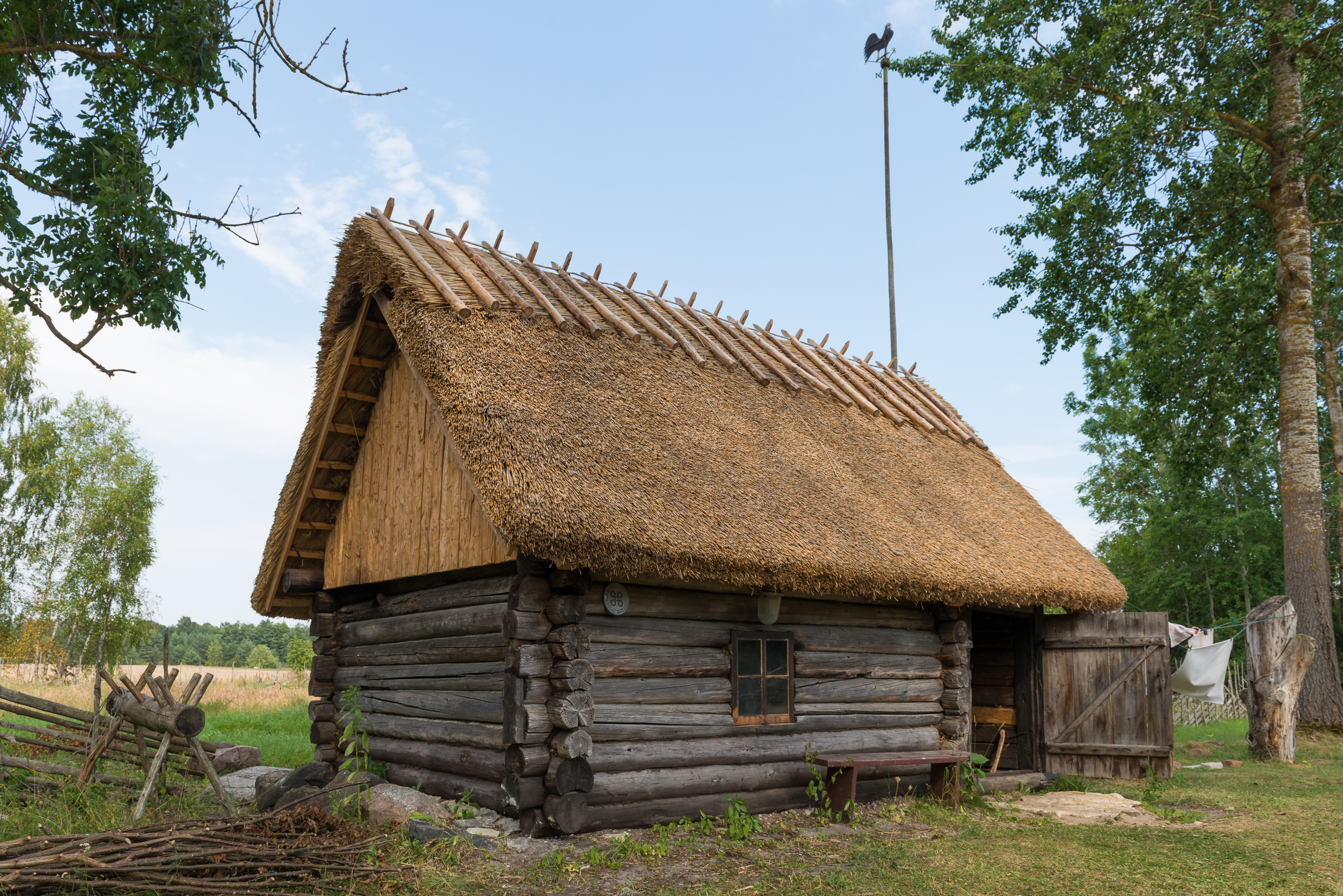
Sauna in Estland

Sauna is een van oorsprong Finse benaming wat badhuis betekent. Het gebruik van de term sauna verwijst niet specifiek naar de verwarmingsstructuren die in Finland worden gebruikt, maar eerder naar een algemeen heteluchtbad dat bedoeld is om het lichaam te verwarmen. De temperatuur is hoog, 80-120 °C, zodat de saunaganger snel gaat zweten. Het zweten wordt als reinigend ervaren. Daarom wordt het bezoeken van een sauna ook wel als “saunabad” aangeduid in de zin van persoonlijke verzorging. Ook mentaal wordt zo’n heteluchtbad door regelmatige saunabezoekers als “reinigend”, ontspannend, ervaren.
Baby’s mogen niet mee in de sauna, omdat zij hun lichaamstemperatuur nog onvoldoende kunnen regelen.
Anno 2021 is wellnessbedrijf min of meer een synoniem voor saunabedrijf.

## Geschiedenis

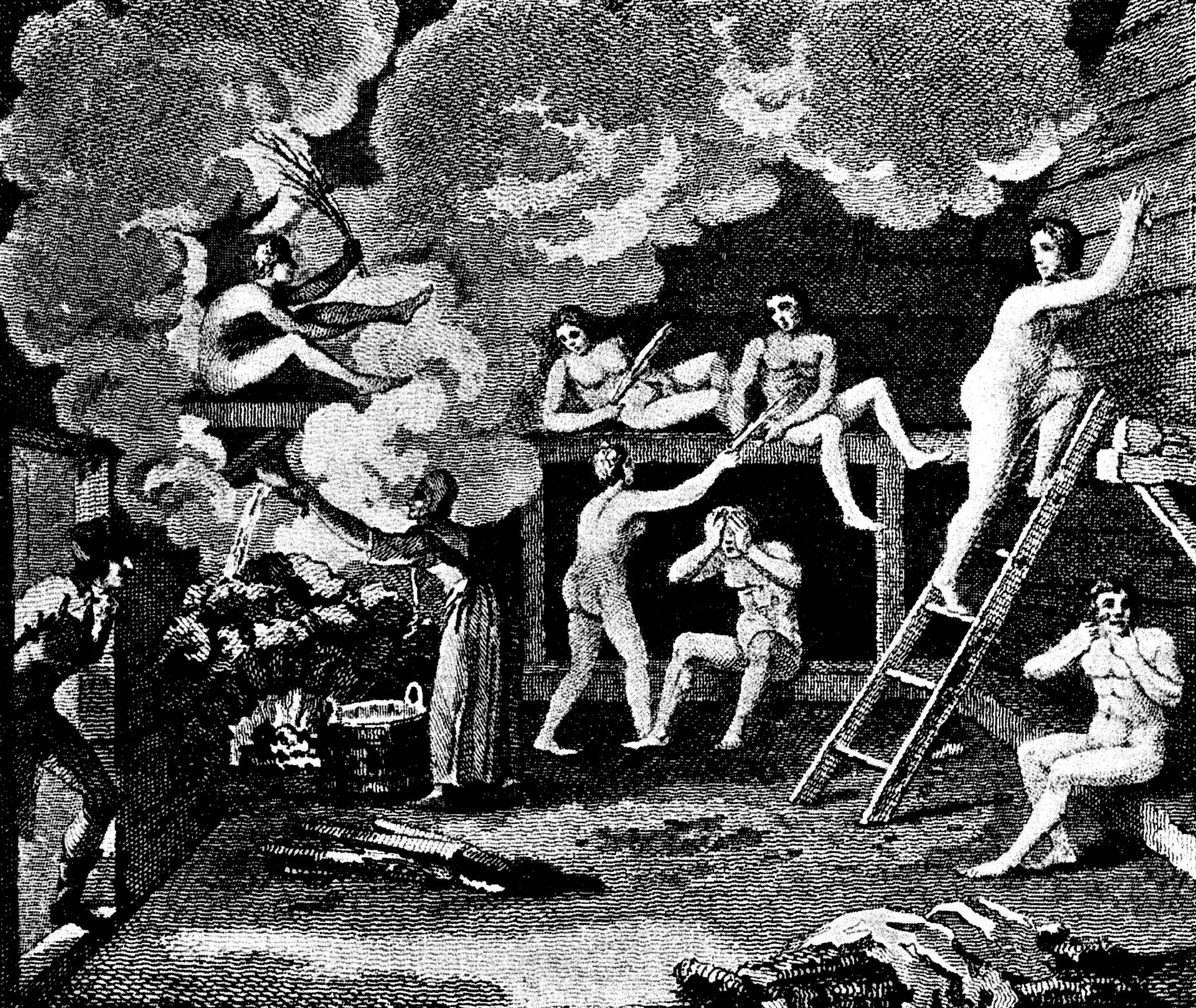
Afbeelding uit het Nordisk familjebok.

De oudste badinrichtingen zijn vele duizenden jaren oud en waren al bekend in oude culturen.
Specifiek is de sauna Fins. In de vroege geschiedenis van Finland woonden de mensen in deels onder de grond gebouwde hutten. Om deze te verwarmen werden stenen, die eerst in een vuur lagen, in deze hutten gelegd waardoor de temperatuur opliep. Het grote voordeel van deze methode was dat de warmte gelijkmatig gedurende de gehele nacht werd afgegeven. Men kwam erachter dat wanneer water over die hete stenen werd gegoten, de ruimte ineens veel warmer werd en de aanwezigen begonnen te zweten. Hoewel bedoeld als verwarming is hiermee de sauna, of beter gezegd de “holsauna”, geëvolueerd.

## De kachel

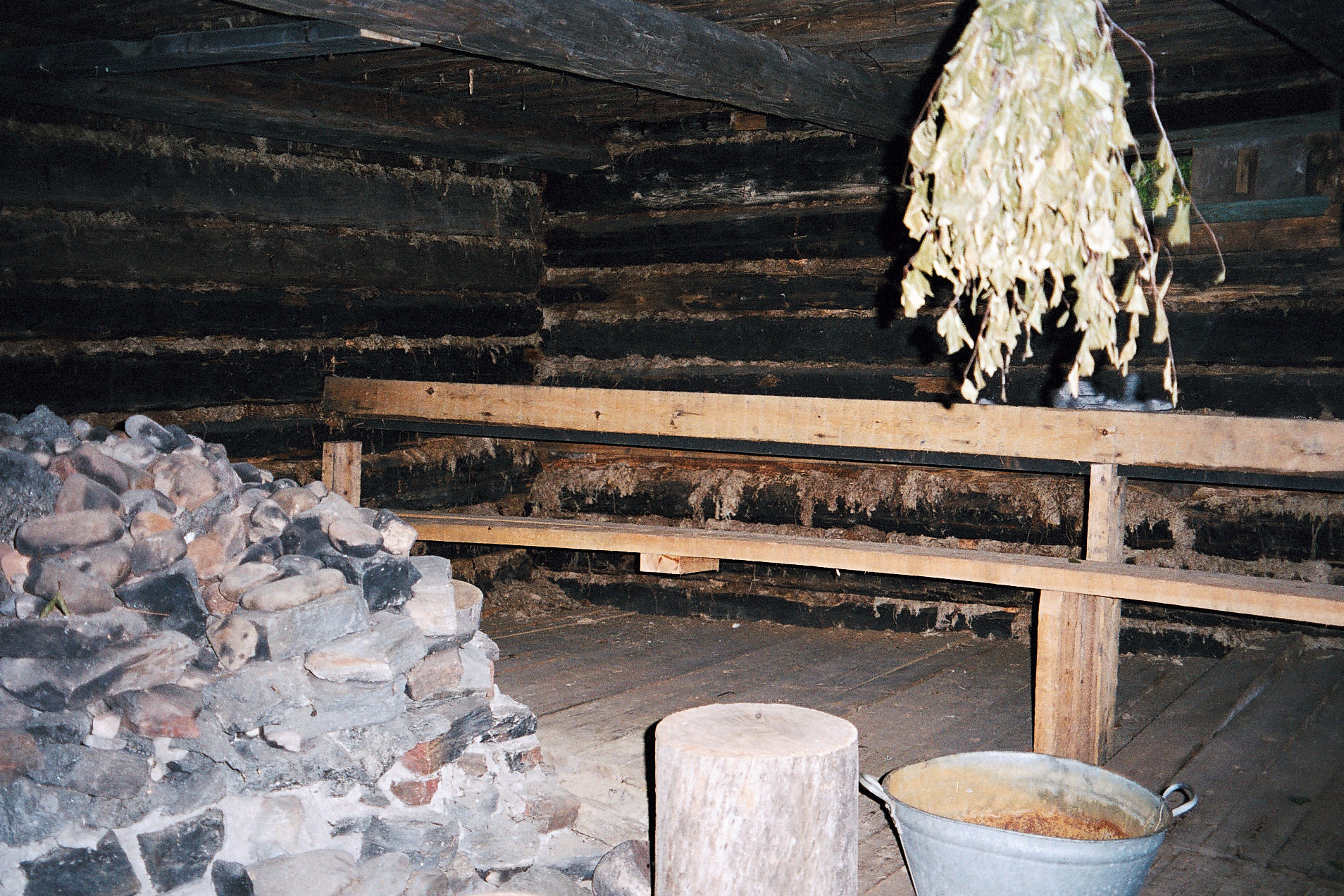
Een savusauna waar op traditionele wijze wordt gestookt.

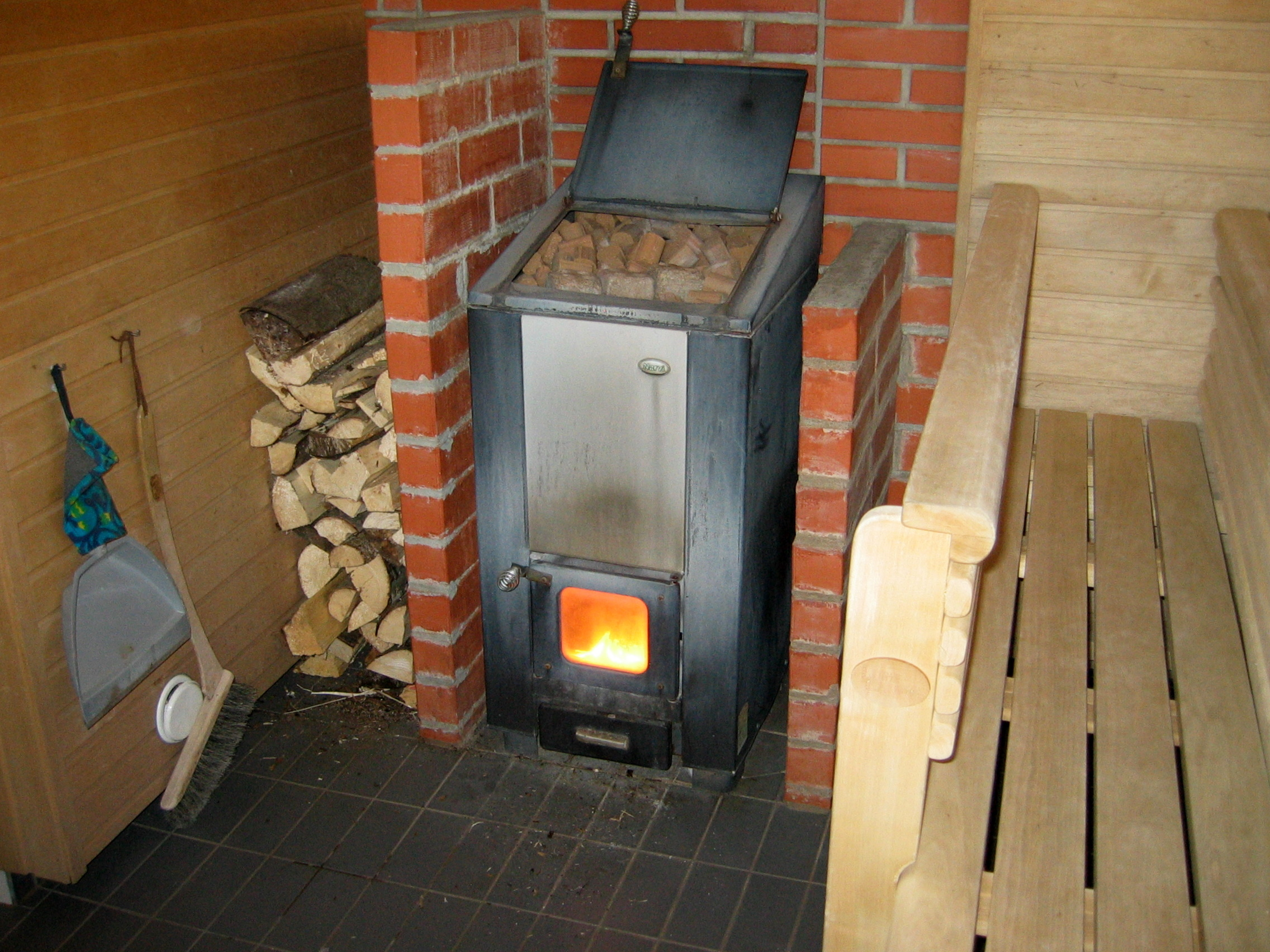
Een houtgestookte kachel van de 2e generatie in een thuis-sauna. Er zijn ook gasgestookte en elektrische kachels.

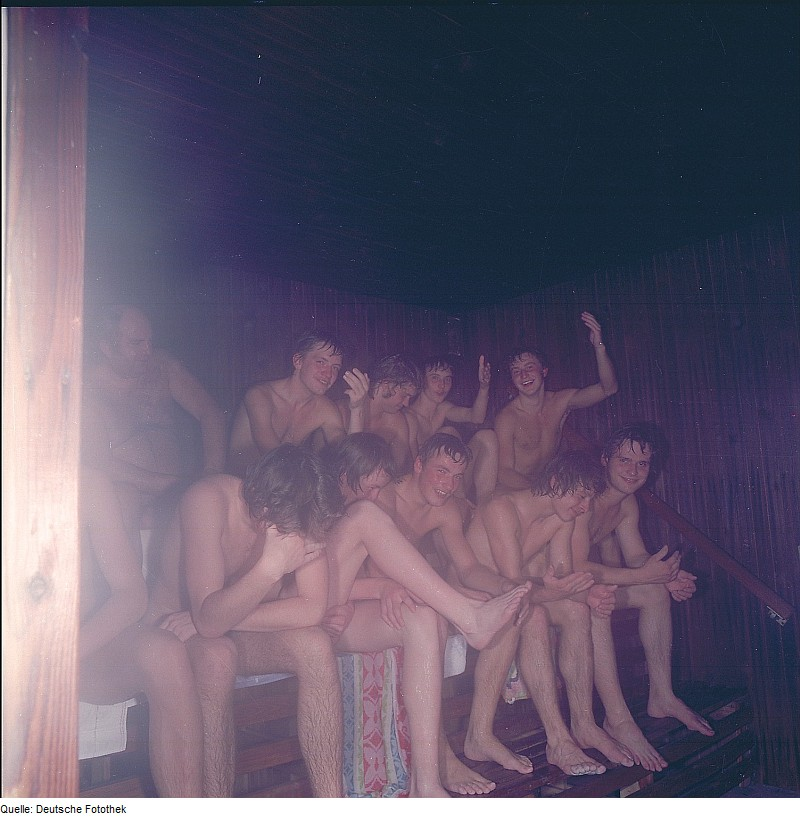
Bezoekers van een sauna in Bautzen (1979).

Later is men blokhutten gaan bouwen. In de oostelijke Finse provincie Karelië werd hierin een houtgestookte open kachel geplaatst. Omwille van de gelijkmatige verwarming werden ook hier stenen gebruikt en op de kachel gelegd en vervolgens door de vlammen verhit. Door de convectie van de warme stenen walmde de rook van het houtvuur door de ruimte en deze werd via een opening of de openstaande deur afgevoerd. Dit waren de eerste savusauna’s. Vanwege de geur van het hout en de wijze van opwarming is dit nog steeds bij de Finnen hét saunamodel. In het oosten en noorden van het land doet men dit nog vaak op deze wijze. Nadeel van dit type sauna is dat het vrij lang duurt voordat de sauna “rijp” is. Immers, eerst moeten de stenen verhit worden, daarna de ruimte, vervolgens duurt het nog enige tijd voordat de wanden hun stralingswarmte afgeven. Daar komt nog bij dat door deze manier van stoken de ruimte en banken met zwarte roet aanslaan.
Pas in de 20e eeuw is men een gesloten kachel met een schoorsteen naar buiten gaan gebruiken. Om de warmte te kunnen reguleren én om water op de stenen te kunnen gieten, is zo’n kachel aan de bovenkant voorzien van een luikje. Het grote voordeel van dit type sauna is dat zuiniger met brandhout kan worden omgegaan, de ruimte aanmerkelijk schoner blijft en de buitendeur nagenoeg gesloten kan blijven waardoor er minder warmte verloren gaat.
Al vrij snel kwam er de tweede generatie van kachels. De stenen liggen bij dit type op een ijzeren rooster boven het vuur. De ketel waarin het vuur wordt gestookt blijft nu continu branden terwijl de stenen wel worden verwarmd maar niet door de vlammen worden geraakt. Met deze constructie kan het vuur, en dus de temperatuur, beter worden gereguleerd.
Rond de jaren 70 van de vorige eeuw komt de eerste elektrische kachel op de markt. De manier waarop de stenen worden verwarmd is gelijk aan de tweede generatie houtkachel. De energie kan echter nauwkeuriger worden geregeld. Ook kunnen de kachels kleiner gehouden worden. Vanwege de constante elektrische energie is er minder steenmassa nodig. Omdat het brandgevaar nu wat kleiner is, kan de sauna ook in hotels en woningen worden geplaatst. De elektrisch verwarmde sauna levert daarentegen een drogere lucht waardoor zij anders ervaren wordt dan de houtgestookte sauna.

## Naakt
Een van de gevolgen van een saunabad is dat men gaat zweten. Zou men in de sauna een badpak of zwembroek aanhouden, dan zal de onderliggende huid kunnen irriteren en ontsteken door het ophopende vuil, hetgeen resulteert in miliaria rubra.
Doordat het lichaam zweet, zal de badkleding dit deels opnemen. Met het douchen kan dit onvoldoende worden afgespoeld; noch van de kleding, noch van de huid. 
Het heeft dus de voorkeur een sauna naakt te bezoeken, maar dat wordt controversieel gevonden omdat men een sauna - in tegenstelling tot een bad of douche - meestal samen met anderen bezoekt.
Plaatselijk verschillen de opvattingen. Soms draagt men tóch zwemkleding of bezoekt men de sauna alleen met personen van het eigen geslacht.
- In Nederland worden openbare sauna's meestal qua geslacht gemengd gebruikt, maar vaak zijn er uren waarop alleen vrouwen (of alleen mannen) worden toegelaten. Soms zijn er dagen of uren waarop zwemkleding verplicht of toegestaan is.
- In België is naakt doorgaans de regel in openbare sauna's. Soms is er een afgescheiden gedeelte waar badkleding wel gewenst en ook verplicht is. In sauna's die deel uitmaken van een zwembadcomplex is badkleding vaak verplicht.
- In Finland, dat geldt als bakermat van de sauna, is zwemkleding in de sauna ondenkbaar. Er zijn daar echter veel particuliere sauna's, zodat de gebruikers binnen de privacy van het eigen gezin blijven. Gasten gebruiken de sauna met de gezinsleden van het eigen geslacht. Openbare sauna's in Finland zijn gescheiden voor mannen en vrouwen. Soms zijn er twee sauna's met een gemeenschappelijk zwembad, en in dat zwembad wordt zwemkleding gedragen.
- In andere landen geldt weer een ander gebruik. Zo is in veel landen zwemkleding in de sauna heel vanzelfsprekend.
- Op foto's ziet men vaak dat de saunagasten in een witte handdoek gewikkeld zijn. Dit is geen realiteit.

## Benodigdheden
- Badslippers vanwege de hygiëne en tegen uitglijden op natte vloeren.
- Badjas, deze is in het restaurantgedeelte en bij de bar doorgaans verplicht.
- Badlaken, om op te zitten, soms ook onder de voeten.
- Eén of twee handdoeken om na het douchen af te drogen. Ook prettig om bijvoorbeeld tijdens het voetenbad op te gaan zitten.
- Doucheshampoo en zeep. De meeste bedrijven hebben deze middelen voor hun gasten klaarstaan.
- Badkleding, in het geval dat het een badkledingdag is.

Badjassen, handdoeken en badlakens kunnen in de grotere sauna's gehuurd worden. Badslippers zijn daar te koop.

## Löyly

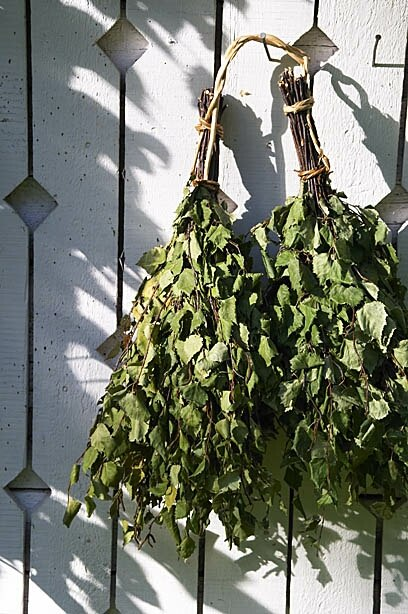
Berkentakjes voor de doorbloeding van de huid

De sauna is een heteluchtbad. Met de temperatuur en luchtvochtigheid kan gespeeld worden. Zoals de Finnen destijds al hadden opgemerkt, geeft een scheut water op hete stenen van de kachel een hitte-shot. Hiermee verspreiden de hete waterdeeltjes zich zeer snel door de ruimte om vervolgens op de huid van de aanwezigen neer te slaan. Deze gewaarwording noemen de Finnen löyly. Een must voor veel gevorderde saunagangers. Het effect is dat de huid extra hard begint te zweten. Deze hitte wordt als weldaad ontvangen.
Een geheel andere benadering, maar met een soortgelijk effect, is het gebruik van berkentakjes. Zachtjes wordt hiermee op de huid getikt waarop de zweetklieren reageren.
Löyly - in het Nederlands het effect na een opgieting, in het Duits Aufguss genoemd - is de stoom die dan ontstaat. In het moderne saunabedrijf wordt het een steeds belangrijker element. Rondom dit effect worden door saunameesters rituelen met onder andere kruiden, vruchten en handdoek-zwaaien bedacht en uitgevoerd. Opgietingen – zoals verzorgd door deze saunameesters – zijn als zodanig niet oorspronkelijk uit Finland afkomstig.

## Temperatuur
Een temperatuur van 90 graden Celsius kan goed verdragen worden mits de luchtvochtigheid maar laag is. In een droge sauna is dit minder dan 15%. Dit in tegenstelling tot bijvoorbeeld een stoombad met een relatieve vochtigheid van 100% is daar een temperatuur van 50 graden Celsius al erg heet. Hierom kan een löyly heel even als erg heet worden aangevoeld.
Warme lucht trekt omhoog. Zo kan het dat de temperatuur bij het plafond, ruim boven de 100 graden Celsius uitkomt en het bij de vloer dan ongeveer 30 graden blijft. De meeste saunacabines hebben banken op verschillende hoogten. Saunagasten kunnen zo hun favoriete temperatuur opzoeken.

## Fysiek

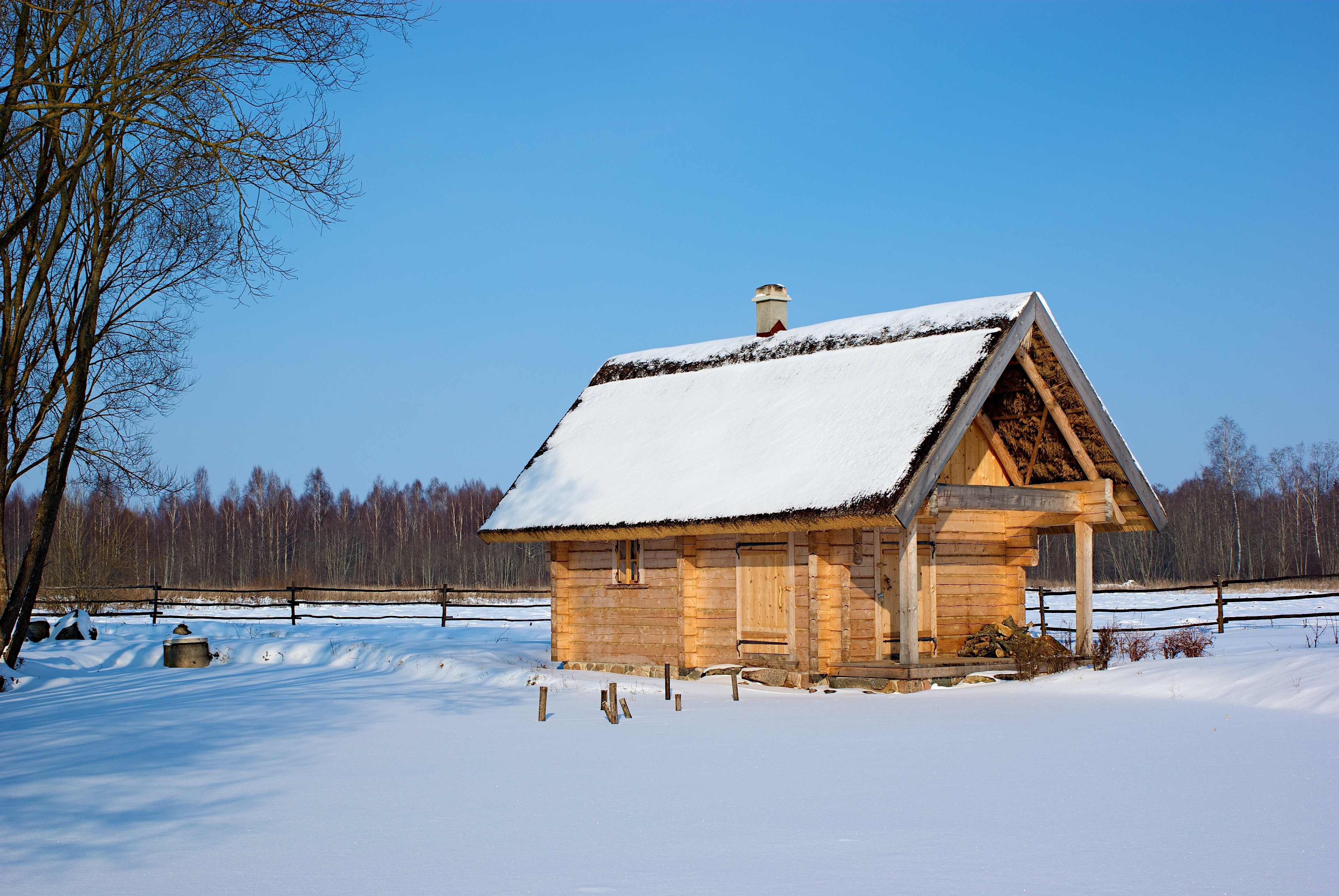
Een saunahuisje in de winter.

In de sauna kan de lichaamstemperatuur tot 39 graden Celsius oplopen. De bloedvaten verwijden zich, de huidporiën gaan open en de zweetklieren worden in werking gesteld. Als gevolg van de zweetreactie wordt de huid hierdoor weer afgekoeld. 
Tijdens een saunabezoek raakt men veel vocht kwijt. Omdat het vocht uit het bloed wordt gehaald, zal dit in volume afnemen en daarmee de bloeddruk doen dalen.
Overige effecten,
- Training van het ademhalingsapparaat en slijmvliezen. Astmatisch aangelegde mensen kunnen hier baat bij hebben.
- Training van de bloedvaten. Gunstige invloed op de bloeddruk. Soepelere aders remmen eventuele aderverkalking.
- Gunstige werking op het stofwisselingsmechanisme.
- Stofwisselingsafval en melkzuren worden aan het lichaam onttrokken.
- Algehele weerstand door gewenning warmte versus koude.
- Betere doorbloeding van de huid.
- Ontspanning op de spieren.

## Intimiteiten
In de huisregels van een reguliere sauna staat vaak dat gewenste intimiteiten niet zijn toegestaan (en ongewenste uiteraard ook niet).

### Sekssauna
Een sekssauna is een sauna die bedoeld is om ook seks in te hebben, of waar althans seks wordt getolereerd. Vaak is het een gay-sauna die alleen toegankelijk is voor mannen. Sauna's waarbij seks tussen of met vrouwen plaatsvindt zijn zeldzaam. Wel organiseren sommige gay-sauna's speciale dagen waarbij vrouwen toegestaan zijn. Ook zijn er gay-sauna's met dagen voor lesbische vrouwen.
Ondernemingen waarbij erotiek/seks/porno een onderdeel van de ondernemingsformule is kunnen geen lid worden van de Vereniging Nederlandse Sauna- en Wellness Bedrijven.